# Arroz glutinoso con mango
El arroz glutinoso con mango o mango sticky rice es un platillo de la cocina del sur y el sudeste de Asia. Se prepara con base en arroz glutinoso, mango en rebanadas y leche de coco. Se come con una cuchara o directamente con las manos.